# Peter Beales
Peter Beales (22 juillet 1936 – 26 janvier 2013 ) est un pépiniériste, rosiériste et obtenteur installé dans le Norfolk, en Angleterre. Ses roseraies, qui sont en partie un conservatoire, peuvent être visitées toute l'année. 
En 2006, la Fédération mondiale des sociétés de roses lui a décerné la médaille d'or pour l'ensemble de son œuvre.

## Roseraie
La roseraie comporte plus de 1 300 sortes de rosiers dont 300 sont, pour l’Angleterre tout du moins, uniquement conservées par Peter Beales.
La visite comporte les roseraies, les pépinières et l'espace rosiers en conteneurs à emporter.

## Livres
- De Peter Beales :
  - (en) "A passion for roses"  (ISBN 1-84000-893-8)
  - (en) "Classic roses"  (ISBN 1-86046-302-9)
  - (en) "Modern Roses"  (ISBN 0-8050-0963-9)
  - (en) "Georgian and Regency Roses"  (ISBN 0-85306-737-6)
  - (en) "Twenthieth Century Roses"  (ISBN 0-06-016052-7)
  - Un DVD (en) "Growing roses with Peter Beales"[1]
- De David Austin et Peter Beales :
  - (en) "Botanica's roses: the encyclopedia of roses"  (ISBN 1-5664-9176-2)
- De Peter Beales et Amanda Beales, sa fille :
  - (en) "Vision of Roses"  (ISBN 0-316-91321-9)
  - (en) "Old fashioned Roses"  (ISBN 0-304-31971-6)
- D'Amanda Beales :
  - "Roses"  (ISBN 2-01-236668-6)
  - (en) "Roses: A Colour guide"  (ISBN 1-86126-845-9)